# وادي الذئاب المنسية
وداي الذئاب المنسية هي الرواية السابعة للكاتب المصري عمرو عبد الحميد والصادرة عن عصير الكتب للنشر والتوزيع سنة 2023، وهي الجزء الثالث من سلسلة أرض زيكولا الشهيرة، وينقل لنا هذا الجزء ذو 296 صفحة، مغامرات جديدة للبطل خالد حسني، الذي يعود مرة أخرى إلى عوالم زيكولا الغريبة ليعيش رحلة مليئة بالتحديات والمخاطر في سبيل تخليص إبنه من لعنة أصابته.
يعود الكاتب المصري عمرو عبد الحميد لإصدار جزء جديد من سلسلته أرض زيكولا التي حصلت على شعبية كبيرة وإشادة بين جمهور الرواية العربية، خاصة محبي نوعية الخيال العلمي الممزوج بالإثارة والتشويق، وذلك بعد ما يقرب من سبع سنوات على إصدار الجزء الثاني الذي حمل إسم أماريتا.
يحمل هذا الجزء من السلسلة عنوان «وادي الذئاب المنسية»، وهو كناية على إسم أرض جديدة من الأرضي الغريبة التي تحيط بزيكولا، والتي يُفضي إليها سرداب فوريك، وفي هذه الأرض التي يحكمها شاهد السماء عاش البشر والذئاب والملديون في سلمٍ امتد آلاف السنين قبل أن يجتاز ذئبٌ رهيب إحدى العابرات الست، ويلتقي «موسى» الباحث عن أقرب فرصة للخروج من بلدته، ليتبدل كل شيء.

## موضوع الرواية
تنطلق أحداث الرواية في قرية البهو فريك عام 1921، حيث يعيش «موسى»، شابٌ في الثامنة عشرة من عمره، مليءٌ بالأحلام، أبرزها بيع أرضه والانتقال للعيش في القاهرة. لكن في أحد الأيام، يفاجأ بظهور رجال الهجانة الذين يبسطون سيطرتهم على القرية. وفي صباح اليوم التالي، تتضاعف دهشته عندما يكتشف اختفاءهم جميعًا دون أي أثر، باستثناء علامة غامضة لحذاءٍ على الأرض، تعود لأحد الجنود.
يدفعه فضوله لتتبع الأثر، الذي يقوده إلى طاحونة قديمة مهجورة، مغلقة منذ سنوات طويلة. وبينما يحاول كشف سرها، تزداد حيرته، إذ يراها تتغير أمام عينيه؛ تارةً يلمحها متهالكة مندثرة، وتارةً أخرى تبدو وكأنها لم تُهجر قط، تدور رحاها كأنها تعمل منذ الأزل. تحت تأثير هذه المشاهد المربكة، يغادر «موسى» لكنه يقرر العودة لاحقًا، حاملًا فأسه لاكتشاف الحقيقة.
عند عودته، يُصدم حين يرى الطاحونة تدور وحدها، بينما تتطاير منها أشلاء جنود الهجانة الذين اختفوا سابقًا. وبينما هو في ذهوله، يخرج من الظلام ذئبٌ ضخم، ذو ملامح غريبة، ينقضّ عليه ليفترسه. في لحظة يأس، يرفع «موسى» فأسه، ويضرب الذئب بكل قوته، فيرديه قتيلًا. لكن هذه الحادثة تغيّر حياته للأبد، إذ يفقد عقله تمامًا، ويُصاب بهوسٍ غريب، حيث يحمل جثة الذئب على ظهره ولا يسمح لأحد بلمسها. أطلق عليه أهل القرية منذ ذلك الحين لقب «الشيخ موسى»، وظل الذئب رفيقه حتى وفاته، إذ دُفن معه في قبر واحد.
تمر السنين، وتنتقل القصة إلى الزمن الحاضر، حيث يشارك «خالد» صورة قديمة لجده مع رجال القرية عبر موقع فيسبوك. وفي خلفية الصورة، يظهر «الشيخ موسى» حاملاً ذئبه. تثير الصورة اهتمام «مروة»، الباحثة في علم الحفريات، التي تبادر بمراسلة «خالد»، إذ تتعرف على الذئب وتكشف له أنه من فصيلة الذئاب الرهيبة التي انقرضت قبل أكثر من عشرة آلاف عام.
تطلب «مروة» من «خالد» مساعدتها في فتح قبر «موسى» لأخذ عينة من عظام الذئب بغرض تحليلها، مؤكدة أن هذا قد يكون اكتشافًا علميًا استثنائيًا. لكن «خالد»، وهو العائد من عالم زيكولا، تساوره الشكوك؛ إذ يخشى أن يكون هذا الذئب من كائنات زيكولا، وبالتالي قد يؤدي الكشف عنه إلى فضح سر سرداب فوريك، مما قد يُعرّض أهل زيكولا للخطر. لذلك، يقرر استخراج العظام بنفسه، سرًا، دون علم «مروة».
لكن قراره هذا يحمل عواقب كارثية. فبعد عودته إلى منزله، يُصاب ابنه بلعنة غامضة، تجعله طريح الفراش في مرضٍ مجهول لا يجد له الأطباء علاجًا. تحت وطأة اليأس، يلجأ «خالد» إلى أحد الروحانيين، الذي يخبره بأن ابنه مُصاب بمسٍّ من الجن، حراس المقابر، وأن الحل الوحيد لفك اللعنة هو إعادة الذئب إلى مكانه الأصلي. لكن حين يعيد «خالد» العظام إلى القبر، لا يحدث أي تغيير، ليدرك أن الحل الحقيقي يكمن في إرجاع الذئب إلى عالم زيكولا.
تبدأ رحلة «خالد» الخطرة، وفي الليلة التي يستعد فيها لدخول سرداب فوريك لإعادة الذئب، يتفاجأ بـ«مروة» تلاحقه. يضطر إلى كشف كل شيء لها، من رحلته الأولى إلى زيكولا، وصولًا إلى اللعنة التي أصابت ابنه. لكنها لا تصدقه… حتى يبتلعهما السرداب معًا. وهنا، تنطلق المغامرة الحقيقية.

## شخصيات الرواية
- خالد حسني: بطل الرواية الذي يصل الآن لعمر الأربعين، ويعيش حياة مستقرة مع زوجته «منى» وابنه «يامن»، لكن هذا الاستقرار لم يدم طويلًا، حيث يصاب ابنه بلعنة يعود أصلها لعالم زيكولا ما يضطره للعودة من جديد إلى مغامراته المعهودة في سبيل إنقاذ ابنه.
- مروة: باحثة في علم الحفريات، تلجأ لـ«خالد» ليساعدها في استخراج عظام ذئب رهيب مدفون في القرية كان قد شارك «خالد» صورة له على فيسبوك، لكن هذا الذئب يصيب ابنه باللعنة، فتصر على مرافقته إلى وادي الذئاب المنسية لتعرف قصة هذا المخلوق الرهيب.
- موسى: شاب كان يعيش في قرية البهو فريك في الماضي، ومن عنده تبدأ كل الأحداث، كونه السبب في وصول الذئب إلى القرية.
- نوح: هو بطل الخط الثاني من الحكاية في هذا الجزء، تتقاطع قصته مع قصة «خالد» بعد عودته إلى عالم زيكولا، إذ يحاول بدوره إنقاذ حبيبته «ناي».
- ناي: حبيبة «نوح» من الملديين، يحاول علاجها، وبعثها من الموت بعد أن قُتلت على يد البشر.
- الملك تميم: ملك أماريتا الذي لم تسلم بلده أيضًا من لعنة الذئاب، ليسافر إلى وادي الذئاب المنسية بحثًا عن حل، ليتقاطع طريقه مع طريق «خالد» من جديد.
- سارة: سيدة تساعد «نوح» في رحلة بحثه على علاج لـ«ناي» في وادي الذئاب المنسية.
- أسيل: حبيبة خالد السابقة، والتي تتزوج في هذا الجزء من الملك تميم وتصبح ملكة أماريتا، يهاجمها أحد الذئاب، وتنجو منه بأعجوبة، ما يدفع «الملك تميم» للسفر حتى يعرف سر هذه الذئاب التي احتلت مملكته.
- منى: زوجة خالد، التي ترافقه في هذا الجزء في رحلة بحثه عن علاج لإبنهم «يامن»، لكنها لا تصحبه هذه المرة إلى عالم زيكولا، لترعى ابنهم المريض.

## اقتباسات
| الإقتباسات |
| --- |
| علمنا الطب يا بني أن الموت هو الحقيقة الوحيدة التي لا تقبل الشك. |
| مع شروق كل يوم جديد، كانت نظرة الحب التي أراها في عينيّ تميم تخبرني أنني لو عشت ألف عام فوق عمري فلن أجد شخصًا يحبني مثلما يحبني. |
| كان مكاننا المفضل في وقت فراغنا بالقصر هي المكتبة الكبرى، ندلف إليها معًا كي نناقش كتابًا ما، وكعادته كان يحب كثيرًا الاستماع إلى وجهة نظري ويناقشني بعقلانية كبرى فيها، وإن اقتنع بها ووجد ما يخالفها في كتاب ما ألقى بذلك الكتاب في نيران المدفأة. |
| لا ينسى الناس داعميهم وقت المحن أبدًا. |
| لقد عشت حياتي كلها أخاف من كل لحظة قادمة، كالجرذ الذي يستشعر مرتجفًا أي خطر وشيك، فيركض متواريًا في أقرب جحر خشية الموت سحقًا بالأقدام. لطالما فكرت في أن الموت أهون بكثير من العيش بتلك الطريقة.                                                    |
| حقًا في سعيك نحو المجهول يسخر لك القدر أناسًا لا تعرفهم يذللون لك عقبات الطريق. |
| إن كان موتًا في كلا الحالتين، فالمحاولة فرض علينا. |
| عيناها صفراون..؟ وماذا يهم في ذلك..صار الأصفر لوني المفضل. |

## الاستقبال
كان جمهور الرواية العربية بصفة عامة وجمهور سلسلة أرض زيكولا بصفة خاصة ينتظرون بشدة إصدار جزء جديد، ومع انتشار الأخبار حول إمكانية وجود رواية جديد من السلسلة ارتفع سقف التوقعات، ومع صدور الرواية لم يخيب عمرو عبد الحميد ظن معجبي كتاباته الخيالية، لتحوز الرواية على إعجاب الكثير من القراء الذين أشادوا بمدى روعة الأحداث وسلاسة التعبير رغم عدم مرور الكثير من الوقت عن إصدارها. كما وضح الكثير من قراء الرواية أنهم استطاعوا الانتهاء منها في أقل من 12 ساعة بسبب التشويق الذي يزداد مع كل سطر، رغم أنها تتكون من 296 صفحة.

## وصلات خارجية
- صفحة رواية وادي الذئاب المنسية على موقع جود ريدز